# Husbil

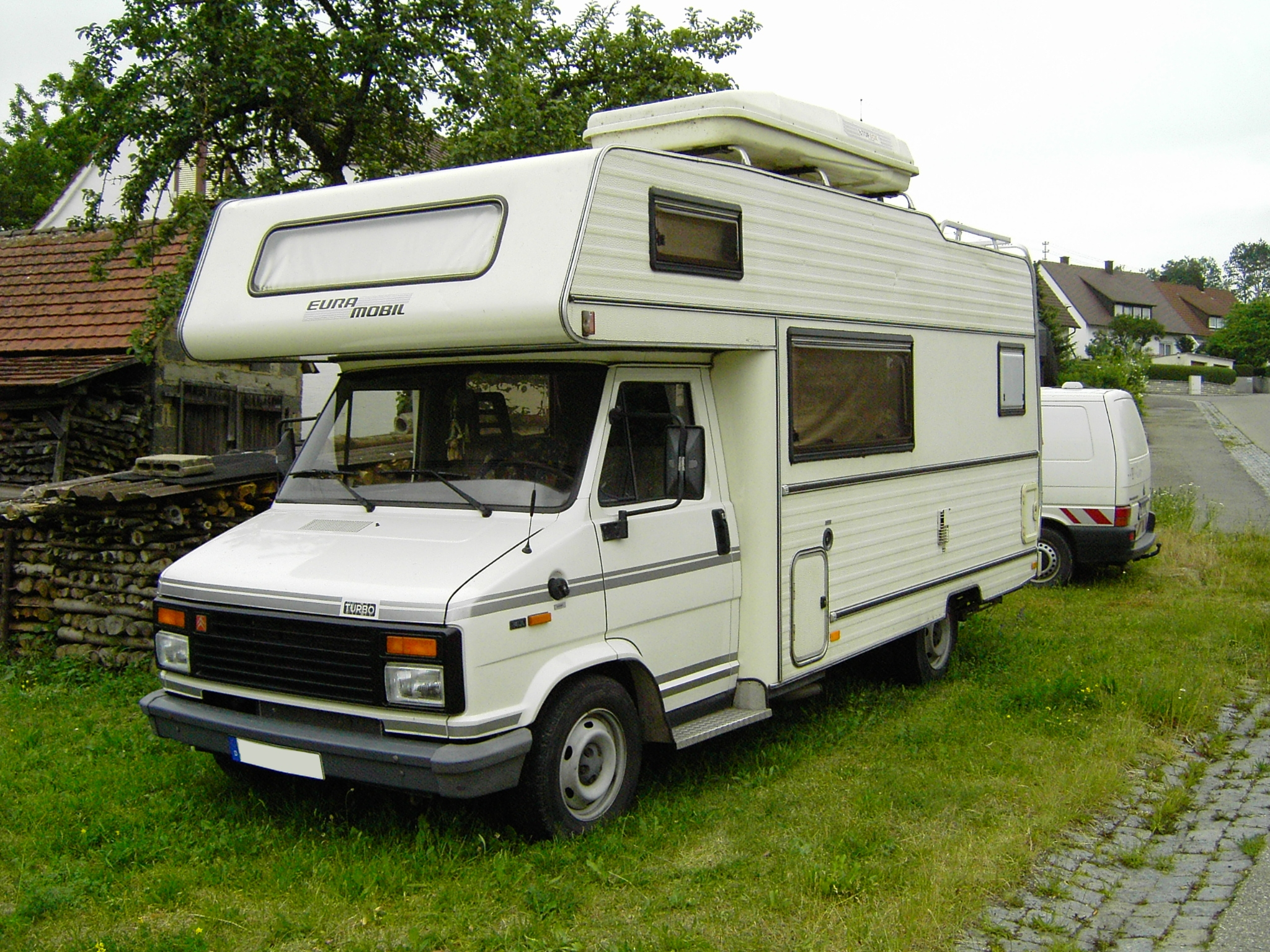
En husbil, i det här fallet en Citroën C25

Husbil är ett fordon som är inredd för att kunna användas som tillfälligt boende, till exempel vid semesterresor. Några kända tillverkare av husbilar är Hymer, Adria, Bürstner, Knaus, Hobby, Frankia, Niesmann, Concorde och Kabe.
I Sverige är flertalet husbilar registrerade som personbil klass II. Dessa får köras med samma hastighet som vanliga personbilar, oavsett vikt. Om husbilen i stället är registrerad som lastbil med boinredning och har en totalvikt som överstiger 7,5 ton, gäller andra hastighetsbestämmelser. I sådana fall krävs dessutom färdskrivare, och föraren måste följa reglerna om kör- och vilotider. 
I Sverige finns inte ”husbil” som en separat fordonskategori. De flesta husbilar registreras i stället som personbil klass II och omfattas då av samma regler som övriga personbilar. Endast den som har ett B-körkort utfärdat före den 1 juli 1996 (och inte fått det återkallat) får köra personbil klass II med en totalvikt över 3,5 ton. För körkort utfärdade efter detta datum krävs C1- eller C-behörighet.

## Beskattning
Husbilsfordon registrerade före 1 januari beskattas i Sverige efter skattevikten enligt registreringsbeviset – inte koldioxidutsläpp. För husbil klass II (den enda klass som nyregistreras) och lätt lastbil/buss är fordonsskatten vid dieseldrift 5 018 per år (2010) för skattevikt (=totalvikt) större än 3 000 kg. Vid icke dieseldrift är skatten 3 197 per år (2010). Koldioxidbeskattning har införts på husbilar som registrerats efter 1 januari 2011.
Husbussar beskattas efter bruttovikt och som exempel kan nämnas en dieseldriven buss på 10–11 ton utan miljöklassning betalar ca 4 500 per år. Skatteverket tillhandahåller gällande fordonsskattetabeller. 
I Österrike och Schweiz betalar man extra skatter för färd på motorvägarna, i Schweiz även allmän Schwerverkehrsabgabe för fordon som väger mer är 3 500 kg. I Italien och Frankrike och i viss mån i Spanien betalar man motorvägsavgifter i vägtullstationer.

## Olika typer av husbilar
Moderna husbilar byggs på vanligt förekommande chassin för små last/transportbilar. Fiat Ducato har tre fjärdedelar av marknaden med sina framhjulsdrivna modeller. Även Mercedes med bakhjulsdrift är populärt för de lite större och högre modellerna. Utöver husbussar och mindre typer av "van-fordon" som intar en särställning finns tre vanliga utföranden.

### Alkov
Här används originalfordonets förarhytt och dörrar. Ovanför förar/passagerarplatsen har man gjort plats för en bekväm dubbelsäng, som är populär för barnfamiljer. Sätena är oftast avskilda från borummet för övrigt.

### Delintegrerad
Även här används originalfordonets förarhytt och man får bättre takhöjd att vistas i. Ofta går framstolarna att svänga runt, vilket medför större yta att utnyttja.

### Helintegrerad
Här har man ersatt originalbilens förarhytt med en helt integrerad förardel av husbilen. Oftast finns en dubbelbädd som går att dra ner från sitt läge i taket. Normalt finns en dörr enbart för föraren, men nästan alltid är stolarna svängbara för bästa utnyttjande av boutrymmet. Denna variant är den dyraste att tillverka.
Sveriges första husbil var en Saab 92 som byggdes om till husbil i Ramsele 1964. Europas första husbil var dock en HYMER Caravano, som uppfanns av Erwin Hymer (grundare av HYMER AG) år 1961 i södra Tyskland.

## Självförsörjande
Husbilar är självförsörjande genom ett separat 12-volts elsystem för bodelen som driver vattenpump, belysning mm. Batteriet laddas genom motorns generator, 220-240-v anslutning, solpanel eller bränslecell. Värme och kylskåp drivs oftast av gasol. Det finns i allmänhet tankar för färskvatten, avloppsvatten och WC. Tankarna kan vara fryssäkra, inrymda i en uppvärmt dubbelgolv.
Inredningen liknar andra mobila bostäder, såsom husvagnar eller långfärdsbåtar. Det finns kök, sängar, garderober, toalett och dusch. Variationer i inredningen är stor och förändras i takt med modets växlingar. Stora husbilar innehåller ofta ett stort lagringsutrymme (garage) för större föremål som cyklar eller en liten skoter. Även HiFi-anläggning, TV och DVD är vanligt – inte sällan egen parabolantenn på taket.

## Övernattning
Man kan grovt särskilja uppställning i tre kategorier. Vanlig parkering, ställplats och camping.

### Parkering
De flesta husbilar – vart fall de som är registrerade som personbil klass II – har rätt att parkera som andra personbilar, enligt parkeringsplatsens regler. En blå skylt med P innebär alltså rätt att parkera i 24 timmar. På lördagar, söndagar och helgdagar får man stanna till nästa vardag. 

### Husbilsplats
Denna form av uppställning nära ortens centrum blir allt populärare för kommuner att anordna, eftersom det inbjuder till turism på egna orten och kommers för kommunens näringsidkare och evenemangsarrangörer. I t.ex. Tyskland är det vanligt att det finns en eller flera försörjningsstolpar där man kan tömma gråvatten och WC, samt fylla färskvatten. Sådana stolpar kan också vara vintersäkra så att de även kan användas på vintern. Kostnaden – som oftast betalas i en biljettautomat – är omkring 50-75 kr. Vanligt är att man sätter upp elstolpar där man kan köpa 220-240-v ström och betala i myntautomat. Mera sällan anordnas WC och dusch, eftersom de medför höga kostnader för anläggning och skötsel.

### Camping
Husbilar som vill stanna lite längre på en plats för rekreation kan ta in på en anordnad campingplats med de faciliteter och priser som tillämpas. Här finns oftast all typ av försörjning och tillgång till bad. Några campingplatser är öppna året om. De flesta campingplatser i Sverige är F-Camping där alla är välkomna, medan SCR-anslutna campingar ställer större krav på anläggningens service.

### QuickStop
Vissa campingplatser – främst i Danmark – erbjuder denna variant av husbilsplats. Till något lägre pris än för riktig campingplats erbjuder man övernattning – ofta utan möjlighet till el-anslutning – för husbilen utanför den egentliga campingplatsen. Man får bara använda QuickStop mellan kl 20.00 och 10.00.

### Trafikverket rastplatser
Dessa platser rekommenderas inte för övernattning, men där finns service året om såsom WC, tömning av WC-tank och soptunnor. Platserna är anlagda och sköts av Trafikverket.

### Allemansrätten
Allemansrätten kan aldrig åberopas för fordon. Terrängkörningslagen innebär att normala fordon endast har rätt att framföras och uppställas på "vägområdet", vilket innefattar P-platser och andra ytor i anslutning till vägen. Vägområdet kan vara såväl allmän som enskild väg med biytor. Privat väg har man inte rätt att använda med husbilen om inte markägaren givit sitt tillstånd eftersom det är väghållaren som beslutar vilka som får använda vägen.